# Рахумяэ
Ра́хумяэ (эст. Rahumäe — «Гора покоя») — микрорайон в районе Нымме города Таллина, столицы Эстонии. Получил своё название по основанному в 1903 году кладбищу Рахумяэ.

## География

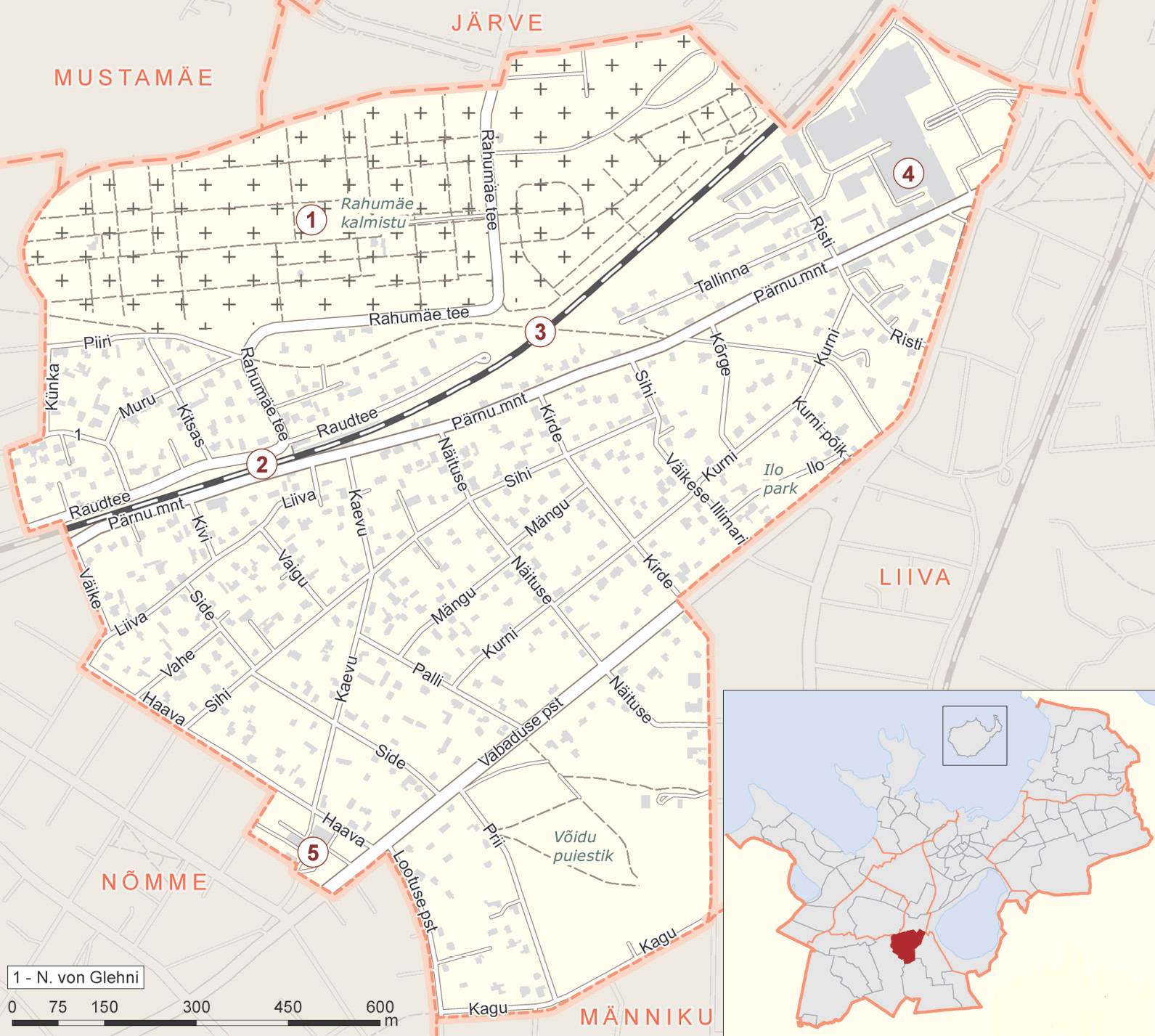
Карта микрорайона Рахумяэ

Расположен в южной части Таллина. Граничит с микрорайонами Лийва, Мустамяэ, Мяннику, Нымме и Ярве. Площадь — 1,62 км². Плотность населения на 1 января 2023 года — 1777,8 чел/км².

## Улицы
Основные и самые протяжённые улицы микрорайона Рахумяэ: бульвар Вабадузе, Пярнуское шоссе, улицы Раудтеэ и Рахумяэ.
В Рахумяэ жил писатель Фридеберт Туглас. В честь его романа «Маленький Иллимар» (эст. Väike Illimar) в 1971 году в микрорайоне была названа улица — Вяйкезе-Иллимари (эст. Väikese Illimari tänav). В микрорайоне также пролегает улица Таллинна (эст. Tallinna tänav). Она была так названа в 1937 году, когда город Нымме ещё не входил в состав Таллина. Благодаря этой улице Таллин является единственным городом Эстонии, в котором есть улица, названная в честь него самого.

## Население
| Численность населения микрорайона Рахумяэ на 1 января по данным Регистра народонаселения | Численность населения микрорайона Рахумяэ на 1 января по данным Регистра народонаселения | Численность населения микрорайона Рахумяэ на 1 января по данным Регистра народонаселения | Численность населения микрорайона Рахумяэ на 1 января по данным Регистра народонаселения | Численность населения микрорайона Рахумяэ на 1 января по данным Регистра народонаселения | Численность населения микрорайона Рахумяэ на 1 января по данным Регистра народонаселения | Численность населения микрорайона Рахумяэ на 1 января по данным Регистра народонаселения | Численность населения микрорайона Рахумяэ на 1 января по данным Регистра народонаселения |
| 2008                                                                                     | 2010                                                                                     | 2011                                                                                     | 2012                                                                                     | 2013                                                                                     | 2014                                                                                     | 2015                                                                                     | 2016                                                                                     |
| ---------------------------------------------------------------------------------------- | ---------------------------------------------------------------------------------------- | ---------------------------------------------------------------------------------------- | ---------------------------------------------------------------------------------------- | ---------------------------------------------------------------------------------------- | ---------------------------------------------------------------------------------------- | ---------------------------------------------------------------------------------------- | ---------------------------------------------------------------------------------------- |
| 3014                                                                                     | ↘2978                                                                                    | ↘2967                                                                                    | ↗3043                                                                                    | ↘3023                                                                                    | ↗3075                                                                                    | ↗3110                                                                                    | ↗3120                                                                                    |
| 2017                                                                                     | 2018                                                                                     | 2019                                                                                     | 2020                                                                                     | 2021                                                                                     | 2022                                                                                     | 2023                                                                                     |                                                                                          |
| ↘3092                                                                                    | ↗3115                                                                                    | ↘3035                                                                                    | ↗3063                                                                                    | ↘2997                                                                                    | ↘2935                                                                                    | ↘2880                                                                                    |                                                                                          |

## История
До XX века земли современного микрорайона Рахумяэ относились к мызе Елгимяги (Яльгимяэ). В 1903 году по решению Ревельского городского собрания для четырёх приходов на землях мызы рядом со Старо-Пярнуским шоссе было основано кладбище Рахумяэ (нем. Friedberg, рус. Покой-гора). В 1911 году рядом с ним было создано еврейское кладбище, а вскоре и другие независимые участки кладбища — шведское, кладбище прихода святого Павла, а также так называемые светские кладбища. Позднее границы кладбищ были снесены.
В начале XX века на территории Рахумяэ функционировало несколько промышленных предприятий. Первый завод здесь построил Мартин Бёклер в 1899 году. В 1910 году инженер Оскар Амберг основал в Рахумяэ завод по производству строительных материалов. В советское время предприятие получило название «Силикат». В настоящее время завода нет, а на его месте находится торговый центр «Ярве».
Для нужд Морской крепости Императора Петра Великого через Рахумяэ была проведена узкоколейная железная дорога. В Рахумяэ находилась станция этой железной дороги. В 1914 году здесь был построен деревянный виадук, на месте которого в 1927 году по проекту инженера Адо Йохансона был построен виадук из железобетона.
Во время Эстонской освободительной войны рядом с кладбищем находился лагерь для военнопленных. В нём содержались пленные красноармейцы и подозреваемые в связях с «красными», позднее — интернированные военные распущенной Северо-Западной армии. Погибшие в лагере солдаты Северо-Западной армии были похоронены здесь же, на кладбище Рахумяэ. 21 ноября 1937 года в их память был установлен мемориал, который освятил митрополит Александр.
В 1920 году приехавший из Хаапсалу Карл Тейхман открыл рядом с кладбищем мастерскую по производству надгробных плит. Эта мастерская работает и в наше время.
16 сентября 1926 года на проходящей через микрорайон железной дороге Таллин — Кейла был создан остановочный пункт «Рахумяэ». В начале 1930 года было построено здание вокзала.
В 1930-х годах здесь функционировала Рахумяэская добровольная пожарная дружина. 16 декабря 1936 года она была объединена с Ныммеской пожарной частью.
В 1935 году открылась Рахумяэская начальная школа, которая впоследствии стала Рахумяэской средней школой. Здание школы сгорело в пожаре в 1985 году. Новое здание было построено в 1986 году.

## Предприятия и учреждения

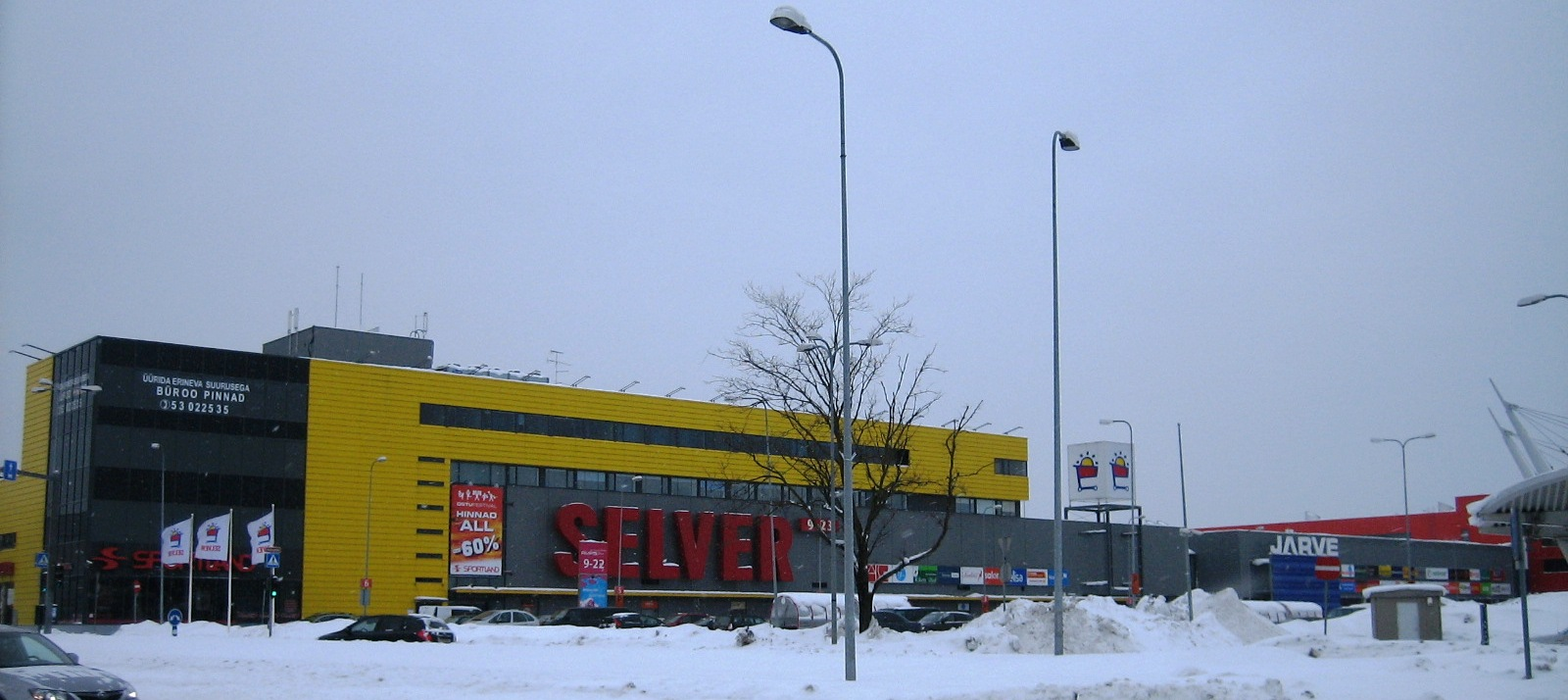
Торговый центр «Ярве Кескус»»

- Pärnu mnt 238 — торговый центр «Ярве Кескус» (эст. Järve Keskus)[11],
  - супермаркет торговой сети «Selver»;
- Männiku tee 6 — магазин торговой сети «Rimi»;
- Vabaduse pst 50 — Рахумяэская основная школа[12];
- Võidu tn 16 — стадион «Мяннику»;
- Sihi tn 49 — гостиница «Alexi Villa»[13].

## Парки
- Парк Выйду (парк Победы);
- парк Ило с детской игровой площадкой.

## Общественный транспорт
В Рахумяэ курсируют городские автобусы маршрутов № 23, 36 и 45.
Через территорию Рахумяэ проходит железная дорога Таллин — Кейла. В микрорайоне находится железнодорожная остановка «Рахумяэ», на которой останавливаются поезда компании «Elron».

## Галерея

Микрорайон Рахумяэ
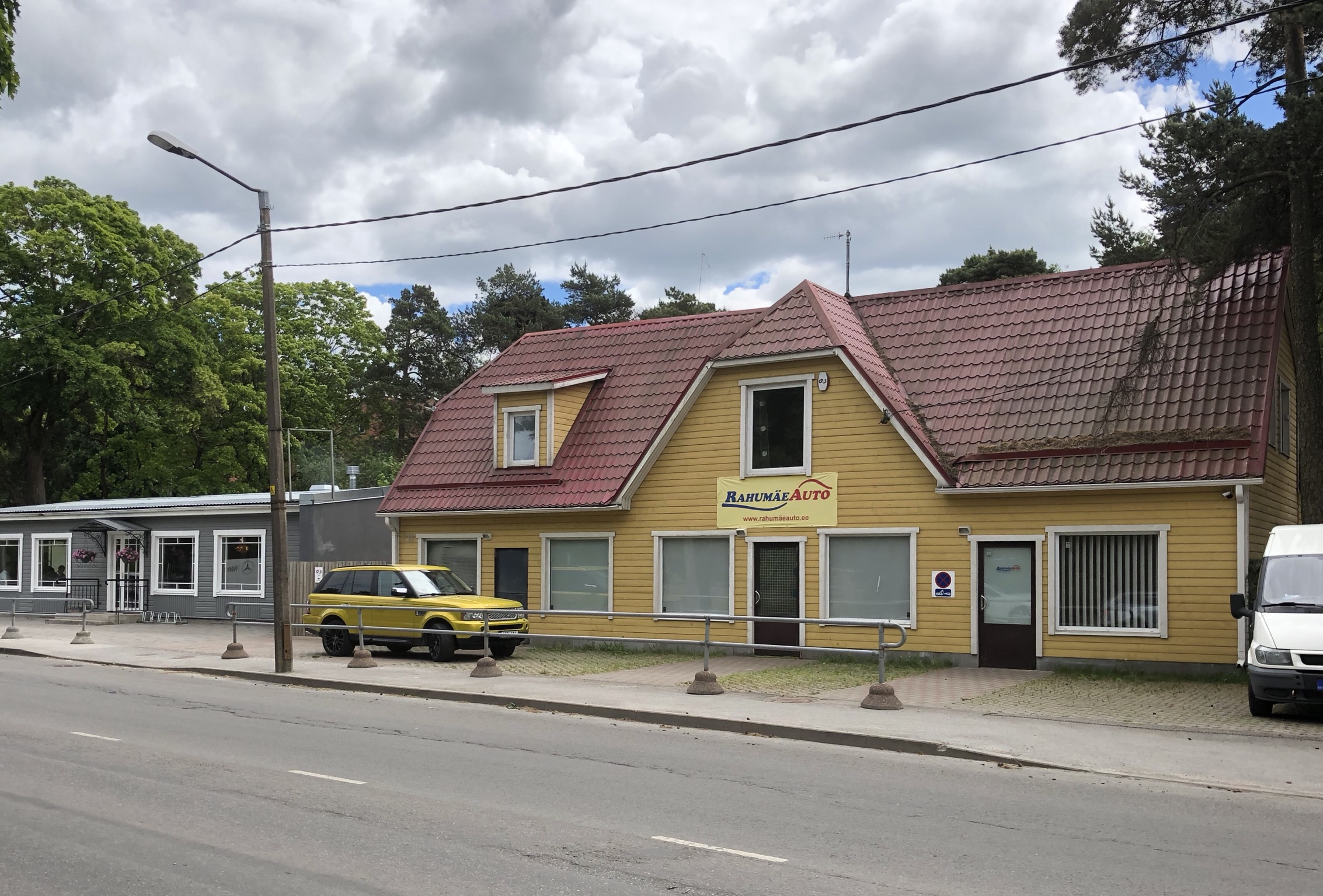
Пярнуское шоссе
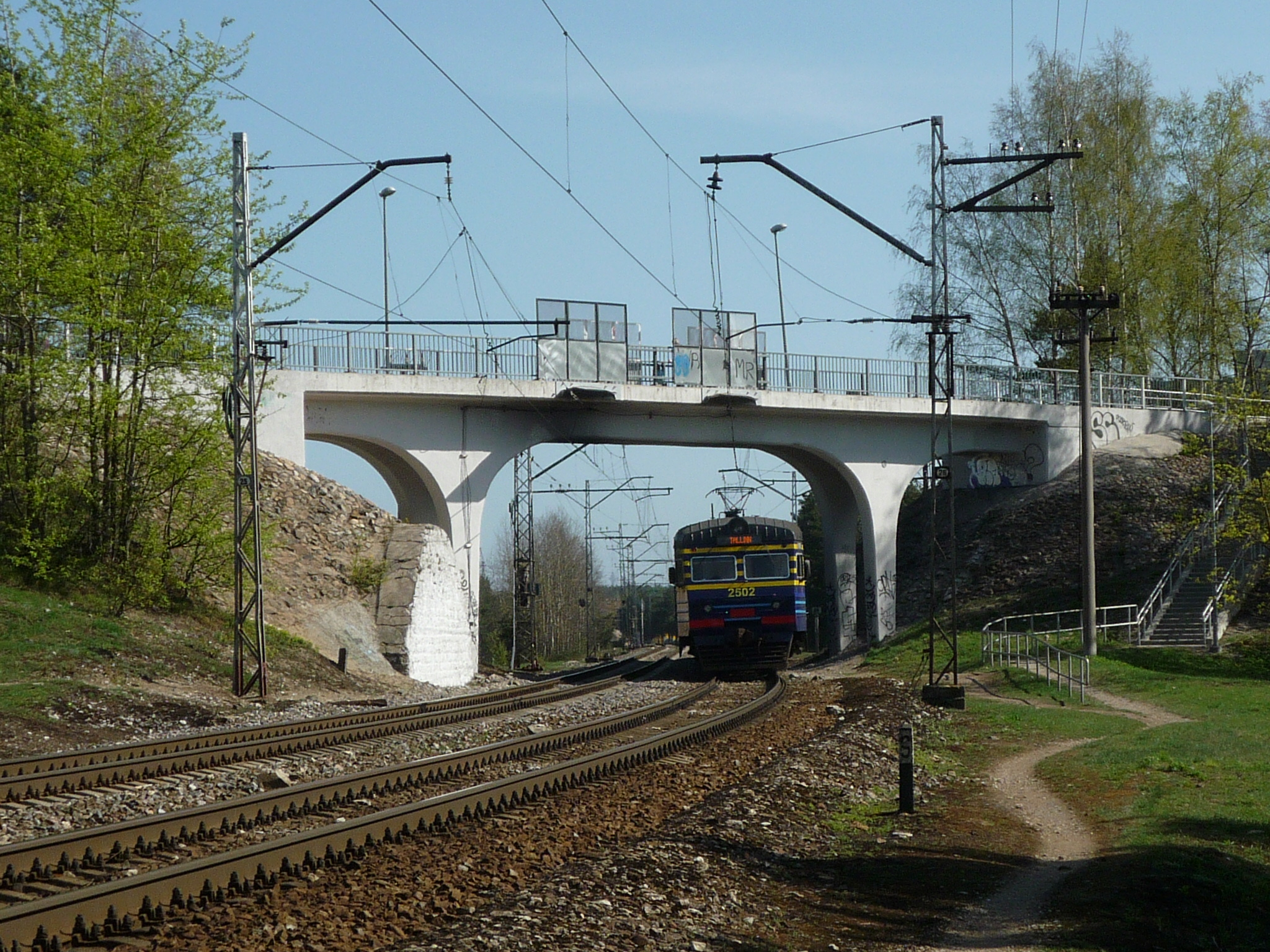
Виадук Рахумяэ
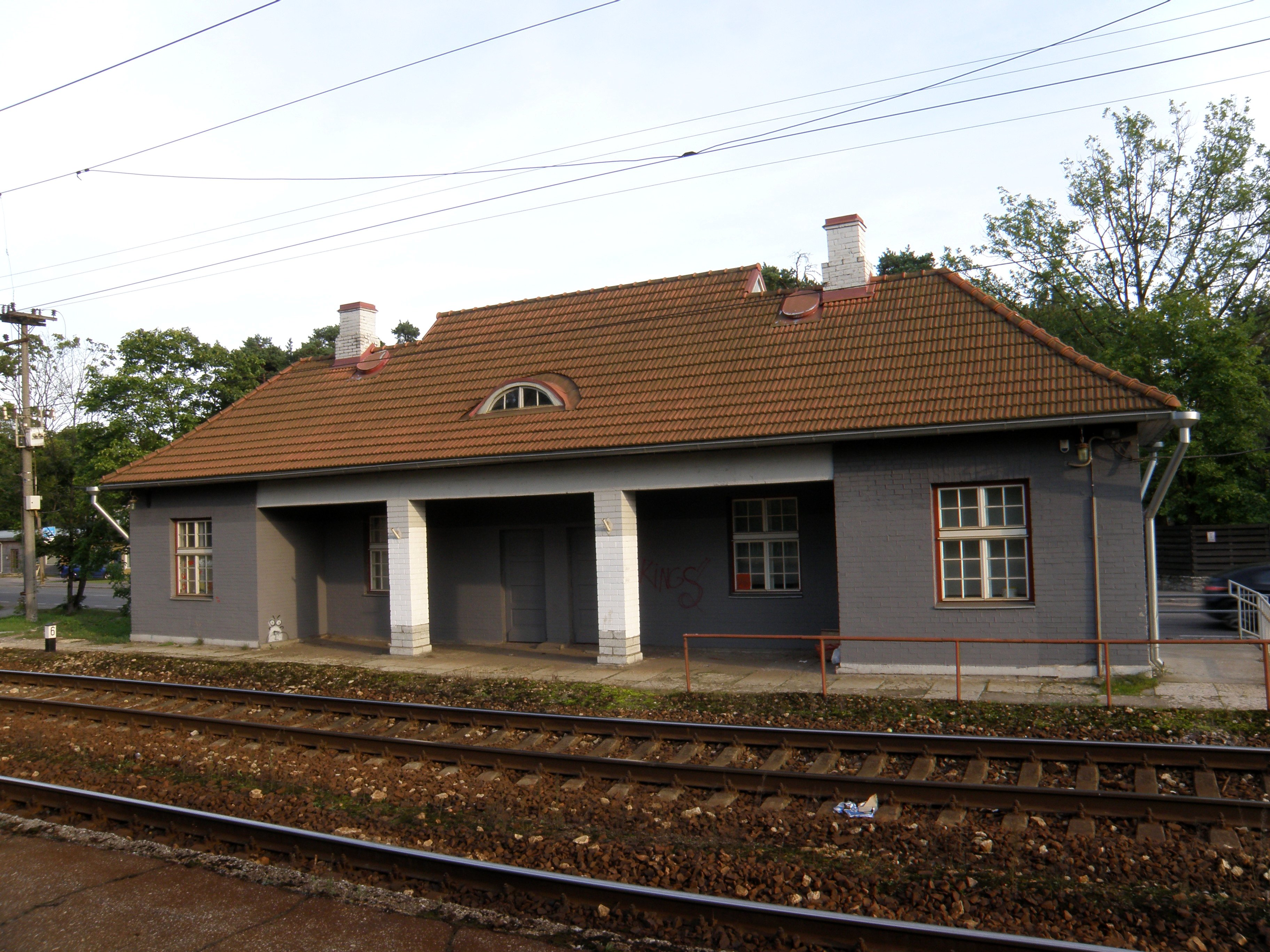
Железнодорожная станция «Рахумяэ» в 2011 году (памятник архитектуры)
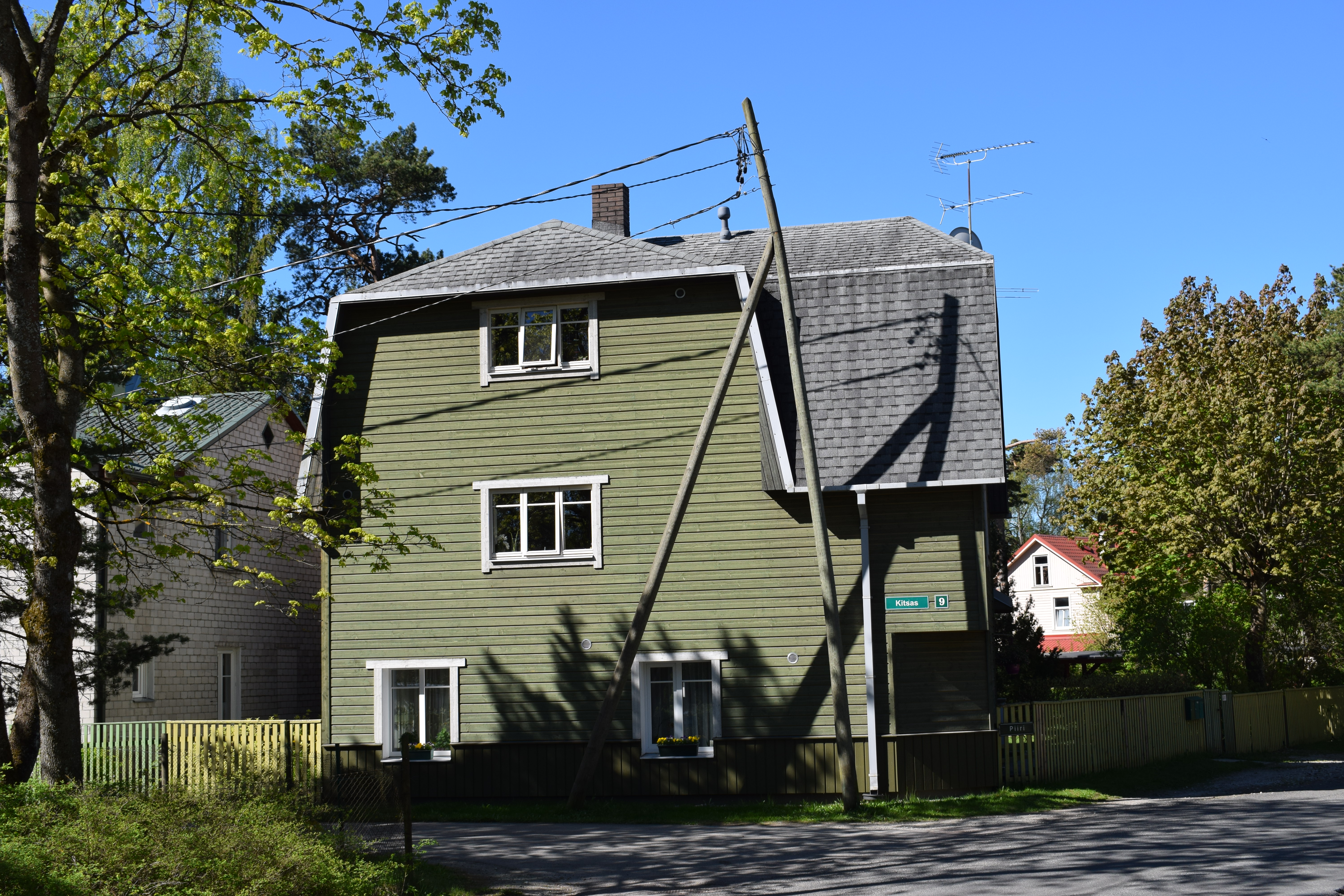
Улица Китсас
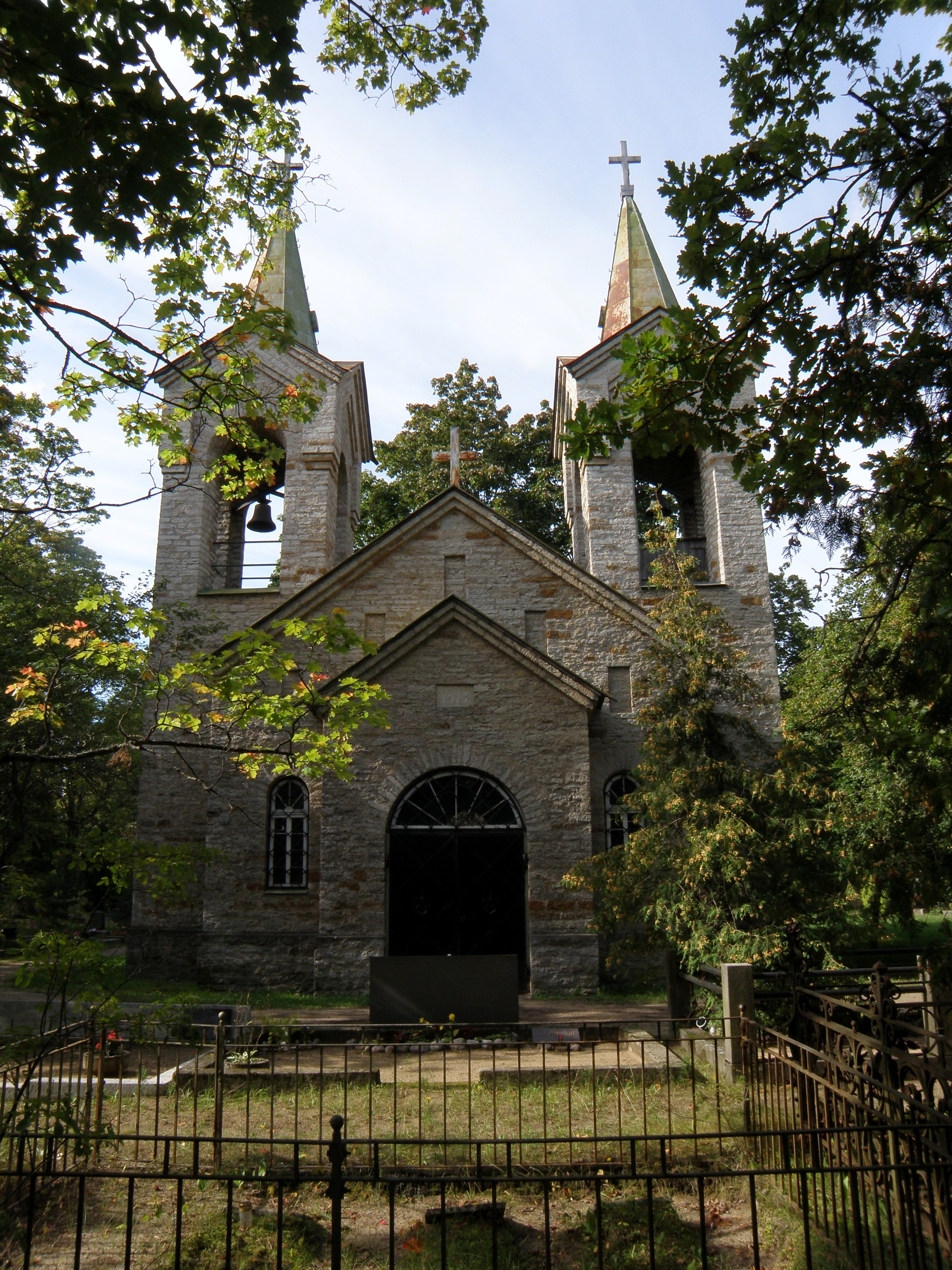
Часовня на кладбище Рахумяэ